# Geli Ali Beg
A Geli Ali Beg vízesés (kurdul:  Geliyê Elî Beg, arabul:  گەلیی عەلی بەگ   vagy شلال كلي علي بيك) Irak északi részén, az Iraki Kurdisztán területén, Erbíl városától mintegy 130 km-re észak-északkeletre, a Jezidi nemzetiség által lakott területen található, ahol a Ravendúz folyó völgye a Korek és a Bradaszt (Bradaszot) hegycsoportok közé szorul. Békeidőben népszerű kirándulóhely.

## Fekvése
Irak észak-északkeleti csücskében, Kurdisztán autonóm tartományban, az Erbíl kormányzóság Ravendúzi körzetében található, Ravendúz városától 6 km-re északnyugatra található. Khelifán és Szorán települések között a Ravendúz folyó beszorul északon a Korek és délről a Bradaszt (Bradaszot) hegycsoportok közé, itt meredek falú, látványos kanyont vágott magának, és több vízlépcsőt is képez. Ezek legnagyobbika a Geli Ali Beg. Tőle keletre, mintegy 10 m távolságra folyón felfelé található a Bekhál vízesés, amely több kisebb zúgó és kaszkád együttese. Tengerszint feletti magassága 800 m, a levegő hőmérséklete nyáron 35°C-ig emelkedhet, télen -10°C-ig süllyedhet.
A hegyszoros 12 km hosszú. A Geli Ali Beg vízesés magas sziklafalakkal szegélyezett medence oldalából tör elő. Vize általában tiszta és átlátszó, de hóolvadáskor, és az őszi-tavaszi esőzések esetén több méterrel magasabb, zúgó árhullámot képez, amely sziklákat, földet, fatörzseket sodor magával. A vízesés alatt a folyó enyhe hajlású völgyben folyik tovább, ahol további hegyi patakokat gyűjt magába.
Megközelíthető Ravendúz vagy Erbíl felől. Bármelyik irányból érkezünk, látványos hegyvidéken haladunk át, az út magas, kopár hegycsúcsok alatt meredek szakadékokban, sziklahátak oldalában kanyarog. A Geli Ali Beg vízesés az ország legmagasabb vízesése, Kurdisztán egyik legszebb természeti képződménye.

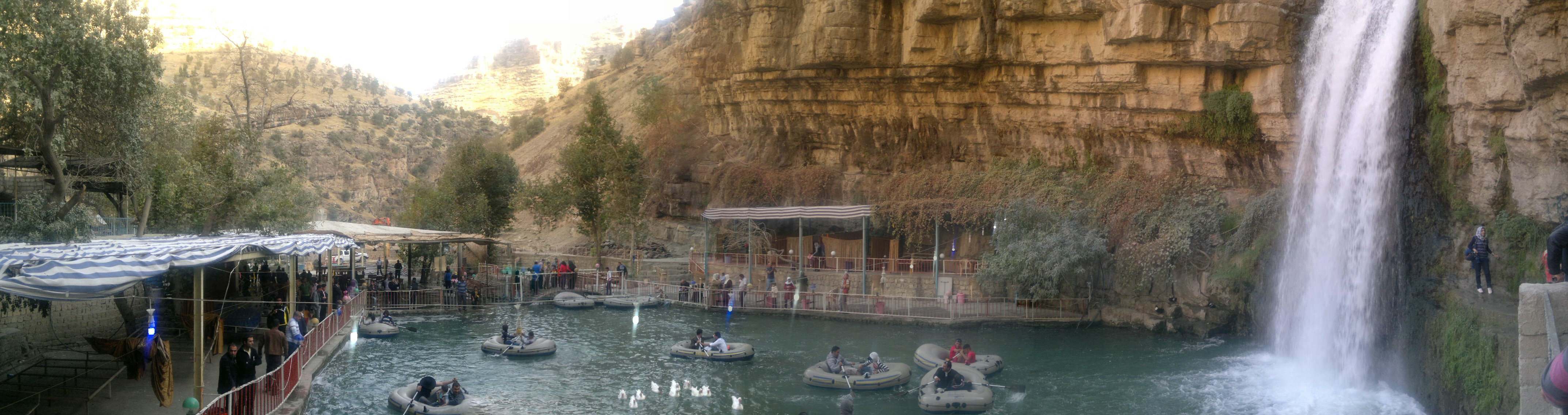
A vízesés panorámaképe

## Közlekedése
A folyó völgyében halad az iraki 3. országos főútvonal északi szakasza nyugat-keleti irányban, Erbíltől az államhatár, és az iráni Piranshahr városa (Nyugat-Azerbajdzsán tartomány) felé. Régi, brit gyarmati időkből örökölt neve „Hamilton International Road”, a vízesések körzete Khelifán és Szorán települések közé esik. Az út kiépített déli végpontja jelenleg Kirkuknál van. A 3. főút déli szakasza Bagdadtól Baakúbáig van kiépítve, onnan tovább Kirkuk felé folyamatosan épül). A főút északról megkerüli a hegyeket, a folyópartot, a vízeséseket és környező üdülőszállodákat a főútról letérve, helyi jellegű aszfaltozott utakon lehet elérni.

## Történelme
Az Oszmán Birodalom idején autonóm kurd helytartók kormányozták a vidéket. Gyakran folytattak irtóhadjáratot a helybéli jezidi etnikum ellen. A vízesés egy 19. századi jezídi törzsi és vallási vezető, Ali bég nevét viseli, akit 1832-ben e hely közelében gyilkoltatott meg Ravendúz Mohammed pasa (Mohammed Pasha Rawanduz) kurd helytartó.
Az első világháború elején a britek szállták meg, 1916-ban orosz cári csapatok prédálták fel. A brit gyarmati időktől kezdve kedvelt kirándulóhely volt. Az 1970-es évek közepén a Szaddám Huszein kormánycsapatai és az autonóm Kurdisztánért küzdő Pesmergák közötti rendszeres háborúkban az Erbíl és Ravendúz közötti terület is hadműveleti területté változott, a kurd állásokat súlyos légitámadások érték, a kurd lakosságot harcigáz bevetésével irtották, a természeti képződmények is megsérültek, az infrastruktúra tönkrement. Békés években a vízeséseket sok helybéli és külföldi turista kereste fel. Az autonóm Kurdisztán létrejötte óta a környék idegenforgalmát erőteljesen felfejlesztették.
A vízesés képe az 1978–1990 között kiadott 5-dináros bankjegy hátoldalán látható.

## Turizmus
Az iraki háború lezárása óta a kurd autonóm kormányzat igyekszik fejleszteni a helyi idegenforgalmat.  A turisták számára bazárokat, teraszos kávézókat és üdülőszállodákat építettek. Más hasonló természeti és kulturális látványossághoz hasonlóan Gali Ali Beg környékét is lebetonozták, beépítették, stílusidegen műanyag és beton díszítőelemekkel zsúfolták tele, nem a legszerencsésebb módon. A környék természeti jellege, amely az 1970-es években még érintetlen volt, részben áldozatul esett a „turistaipar” igényeinek. Az alsó, széles sziklamedencében gumicsónakokat is lehet bérelni, a vízesés ezekkel (biztonságos távolságig) megközelíthető és szemlélhető.